# Androniscus stygius
Androniscus stygius là một loài chân đều trong họ Trichoniscidae. Loài này được Nemec miêu tả khoa học năm 1897.